# Cyanothemis simpsoni
Cyanothemis simpsoni är en trollsländeart som beskrevs av Friedrich Ris 1915. Cyanothemis simpsoni ingår i släktet Cyanothemis och familjen segeltrollsländor. Inga underarter finns listade i Catalogue of Life.
Arten förekommer i västra och centrala Afrika från Guinea och Sierra Leone till Kongo-Kinshasa. Den vistas i skogar nära vattendrag och i träskmarker.
Beståndet påverkas av landskapsförändringar. Hela populationen anses vara stor. IUCN kategoriserar arten globalt som livskraftig.